# Protège-moi
 (avril 2017).
Si vous disposez d'ouvrages ou d'articles de référence ou si vous connaissez des sites web de qualité traitant du thème abordé ici, merci de compléter l'article en donnant les références utiles à sa vérifiabilité et en les liant à la section « Notes et références ».
Singles de Placebo
Special Needs English Summer Rain
Protège-moi est une chanson de Placebo sortie en 2003 sur une édition limitée de l'album Sleeping with Ghosts puis éditée en single à l'attention exclusive du marché français.
Il s'agit de la version française de Protect Me From What I Want de l'album Sleeping with Ghosts. Les paroles originales, en anglais, ont été écrites par Brian Molko puis traduites en français par Virginie Despentes. Le clip officiel est la vidéo extraite de Soulmates Never Die: Live in Paris 2003, un autre fut tourné par Gaspar Noé puis censuré pour son caractère pornographique.
C'est une chanson sur le désir, une « étude du besoin pathologique que les gens ont de copuler » comme le déclara Brian Molko dans Rock & Folk. Mais elle a un sous-texte qui traite le thème du SIDA.
En 2006, la chanson fait partie de la bande originale du long métrage Hell (source : générique).

## Liste des titres du single
1. Protège-moi
2. This Picture